# Herchies
Herchies ist eine französische Gemeinde mit 588 Einwohnern (Stand 1. Januar 2022) im Département Oise in der Region Hauts-de-France. Die Gemeinde liegt im Arrondissement Beauvais und ist Teil der Communauté d’agglomération du Beauvaisis und des Beauvais-1.

## Geographie

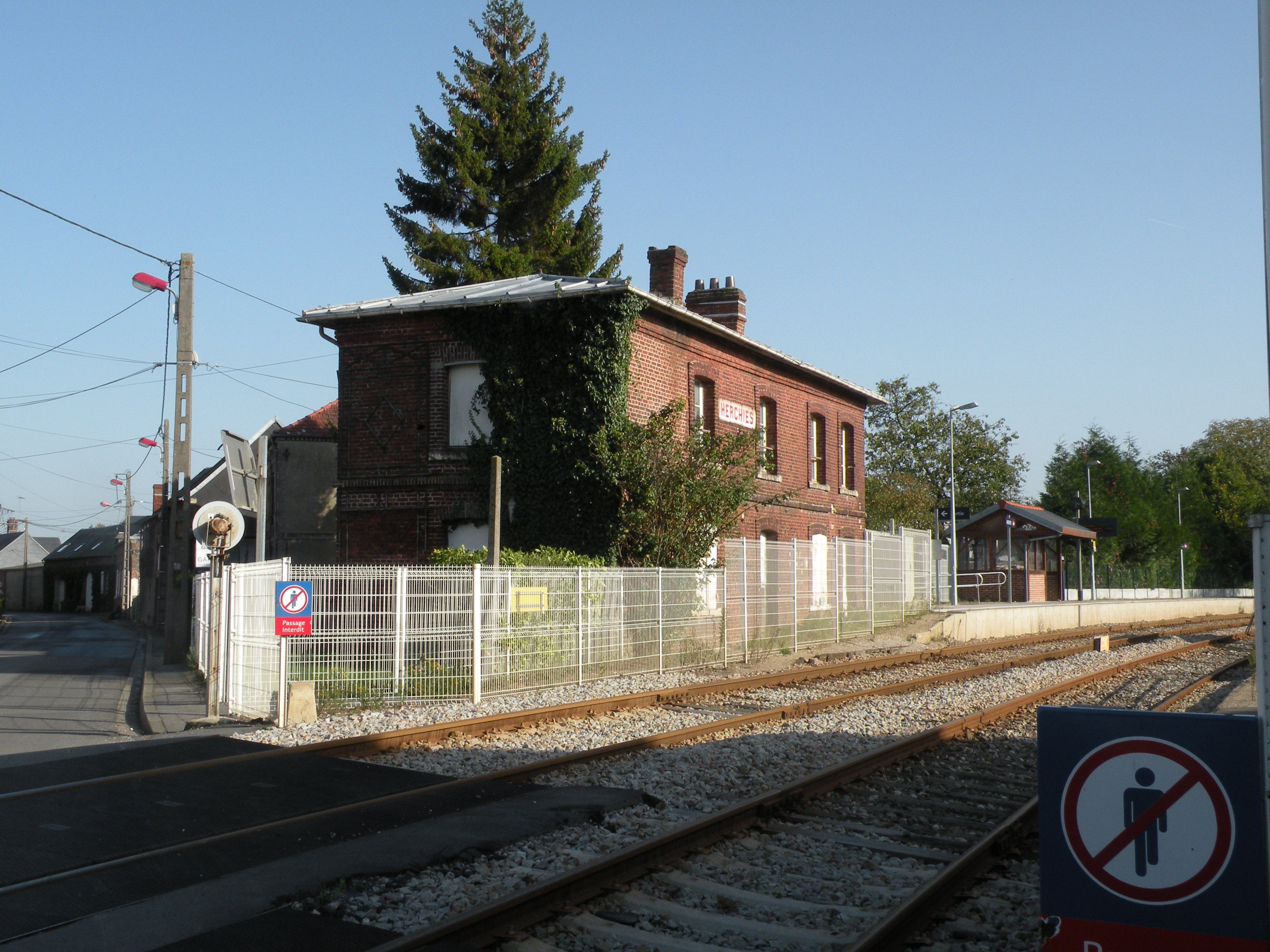
Das ehemalige Bahnhofsgebäude

Die Gemeinde am rechten (westlichen) Ufer des Thérain mit den Ortsteilen Le Plouy Louvet und Le Manoir liegt rund neun Kilometer nordwestlich von Beauvais. Sie wird von der Bahnstrecke von Beauvais nach Le Tréport durchzogen, die hier einen Haltepunkt besitzt.

## Einwohner
| 1962 | 1968 | 1975 | 1982 | 1990 | 1999 | 2006 | 2011 |
| ---- | ---- | ---- | ---- | ---- | ---- | ---- | ---- |
| 329  | 388  | 441  | 481  | 545  | 598  | 619  | 620  |

## Verwaltung

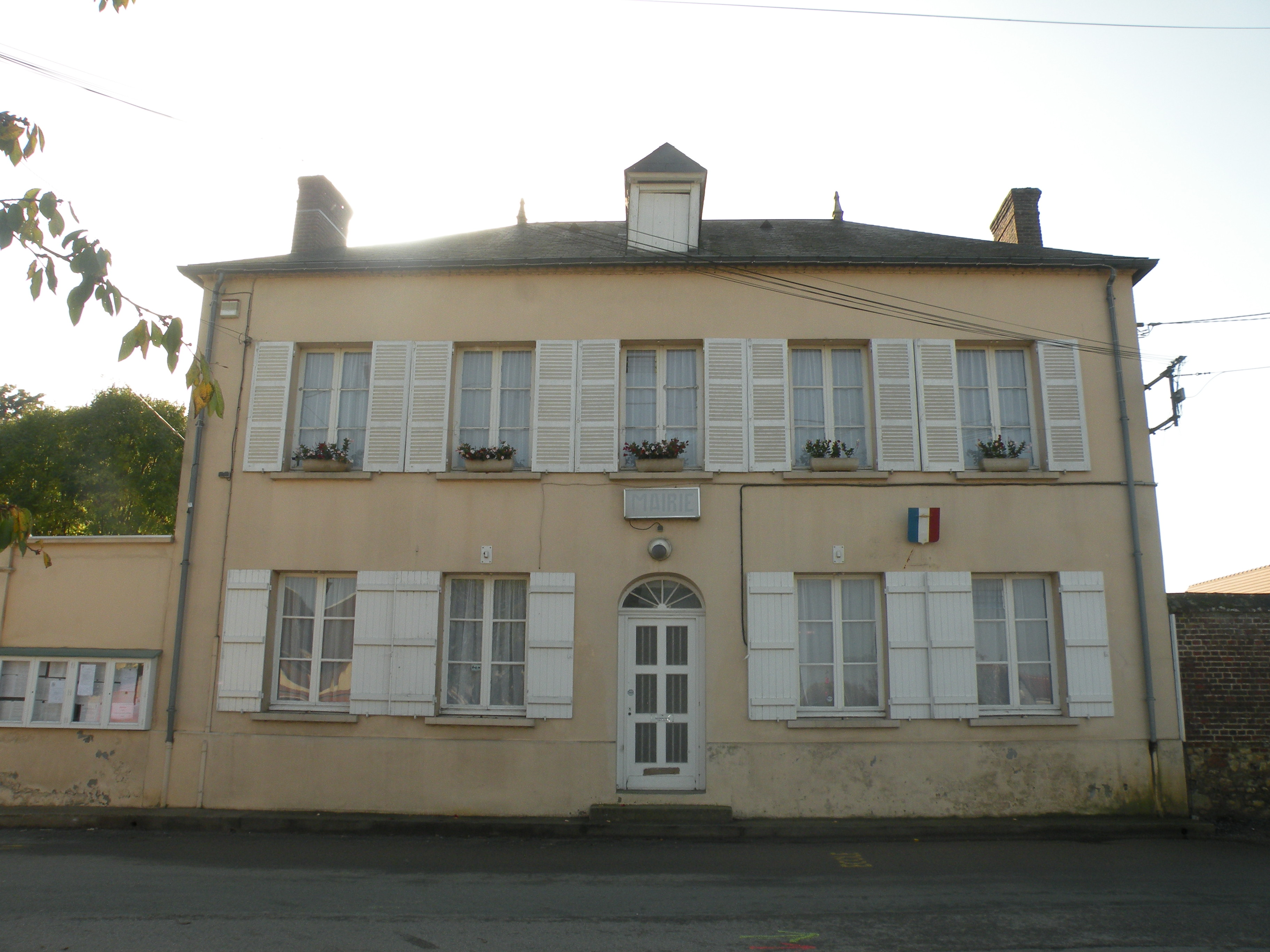
Die Mairie

Bürgermeister (maire) ist seit 2001 Jean-Charles Paillart.

## Sehenswürdigkeiten

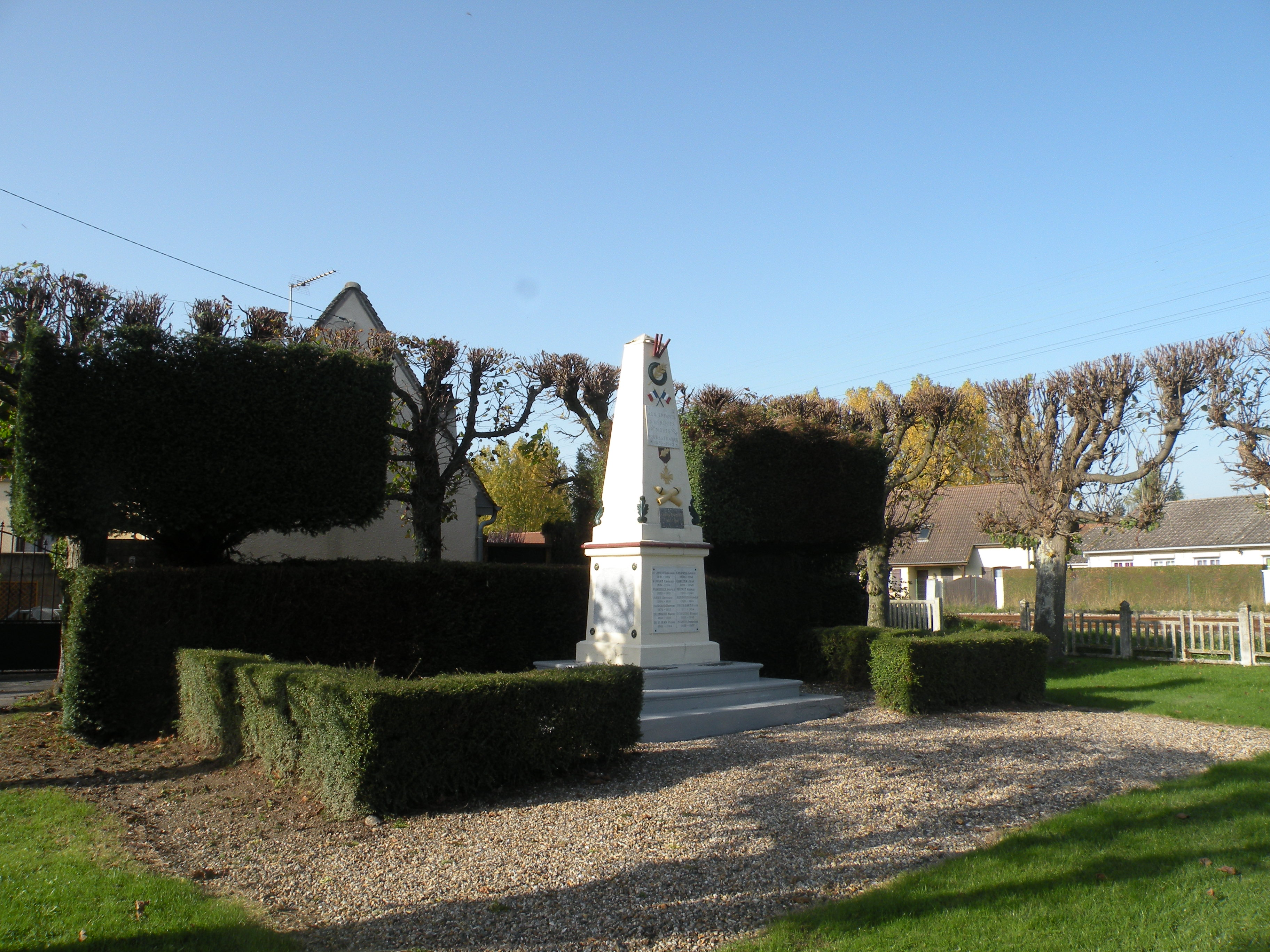
Kriegerdenkmal

- Kirche Saint-Martin[1]
- Kriegerdenkmal